# Dyskografia Megadeth
Dyskografia amerykańskiej grupy muzycznej Megadeth. Formacja została założona w kwietniu 1983 roku z inicjatywy Dave Mustaine'a. Poniższa lista obejmuje wszystkie oficjalne wydawnictwa z lat 1985-2011, w tym: piętnaście albumów studyjnych, cztery albumy koncertowe, pięć kompilacji, dwa minialbumy, trzydzieści cztery single oraz dziewięć wideogramów.
Zespół odniósł sukces komercyjny i artystyczny. Grupa sprzedała ponad 38 milionów albumów na całym świecie, uzyskała sześć platynowych płyt w USA i siedem nominacji do nagrody amerykańskiego przemysłu fonograficznego – Grammy. Megadeth należy do Wielkiej Czwórki Thrash Metalu, razem z zespołami Metallica, Slayer i Anthrax.

## Albumy studyjne
| Rok                            | Tytuł                                                                                           | Pozycja na liście | Pozycja na liście | Pozycja na liście | Pozycja na liście | Pozycja na liście | Pozycja na liście | Pozycja na liście | Pozycja na liście | Pozycja na liście | Pozycja na liście | Pozycja na liście | Pozycja na liście | Pozycja na liście | Pozycja na liście | Pozycja na liście | Pozycja na liście | Certyfikat                                                          |
| Rok                            | Tytuł                                                                                           | DEU               | NLD               | AUS               | AUT               | CHE               | SWE               | NOR               | FIN               | FRA               | BEL               | USA               | GBR               | NZL               | JPN               | DNK               | POL               | Certyfikat                                                          |
| ------------------------------ | ----------------------------------------------------------------------------------------------- | ----------------- | ----------------- | ----------------- | ----------------- | ----------------- | ----------------- | ----------------- | ----------------- | ----------------- | ----------------- | ----------------- | ----------------- | ----------------- | ----------------- | ----------------- | ----------------- | ------------------------------------------------------------------- |
| 1985                           | Killing Is My Business... and Business Is Good! - Data: czerwiec 1985 - Wydawca: Combat Records | –                 | –                 | –                 | –                 | –                 | –                 | –                 | –                 | –                 | –                 | –                 | –                 | –                 | –                 | –                 | –                 |                                                                     |
| 1986                           | Peace Sells... But Who’s Buying? - Data: listopad 1986 - Wydawca: Capitol Records               | –                 | –                 | –                 | –                 | –                 | –                 | –                 | –                 | –                 | –                 | 79                | –                 | –                 | 182               | –                 | –                 | - RIAA: platynowa płyta - CRIA: platynowa płyta                     |
| 1988                           | So Far, So Good... So What! - Data: 19 stycznia 1988 - Wydawca: Capitol Records                 | –                 | 51                | –                 | –                 | 28                | 37                | –                 | –                 | –                 | –                 | 28                | 18                | 41                | 57                | –                 | –                 | - RIAA: platynowa płyta - CRIA: platynowa płyta                     |
| 1990                           | Rust in Peace - Data: 24 września 1990 - Wydawca: Capitol Records                               | –                 | 72                | 47                | –                 | 29                | 34                | –                 | –                 | –                 | –                 | 23                | 8                 | 35                | 29                | –                 | –                 | - RIAA: platynowa płyta - CRIA: platynowa płyta                     |
| 1992                           | Countdown to Extinction - Data: 14 lipca 1992 - Wydawca: Capitol Records                        | 18                | 45                | 14                | 12                | 16                | 10                | 9                 | –                 | –                 | –                 | 2                 | 5                 | 5                 | 6                 | –                 | –                 | - RIAA: 2x platynowa płyta - CRIA: 3x platynowa płyta               |
| 1994                           | Youthanasia - Data: 31 października 1994 - Wydawca: Capitol Records                             | 13                | 20                | 9                 | 26                | 32                | 4                 | –                 | –                 | –                 | 30                | 4                 | 6                 | 10                | 11                | –                 | –                 | - RIAA: platynowa płyta - CRIA: platynowa płyta - IFPI: złota płyta |
| 1997                           | Cryptic Writings - Data: 17 czerwca 1997 - Wydawca: Capitol Records                             | 22                | 48                | 43                | 30                | 45                | 15                | 32                | 2                 | 14                | 44                | 10                | 38                | 34                | 7                 | –                 | –                 | - RIAA: złota płyta - CRIA: złota płyta                             |
| 1999                           | Risk - Data: 31 sierpnia 1999 - Wydawca: Capitol Records                                        | 38                | 39                | –                 | 34                | –                 | 17                | 31                | 8                 | 37                | –                 | 16                | 29                | 27                | 11                | –                 | –                 |                                                                     |
| 2001                           | The World Needs a Hero - Data: 15 maja 2001 - Wydawca: Sanctuary Records                        | 36                | 80                | –                 | 59                | 94                | 38                | –                 | 23                | 28                | –                 | 16                | 45                | –                 | 17                | –                 | 17                |                                                                     |
| 2004                           | The System Has Failed - Data: 14 września 2004 - Wydawca: Sanctuary Records                     | 29                | 32                | –                 | 43                | 57                | 14                | 34                | 12                | 28                | 95                | 18                | 60                | –                 | 15                | 38                | 44                |                                                                     |
| 2007                           | United Abominations - Data: 15 maja 2007 - Wydawca: Roadrunner Records                          | 28                | 49                | 23                | 17                | 38                | 15                | 21                | 2                 | 40                | –                 | 8                 | 23                | –                 | 9                 | 22                | –                 |                                                                     |
| 2009                           | Endgame - Data: 15 września 2009 - Wydawca: Roadrunner Records                                  | 21                | 22                | 11                | 22                | 32                | 17                | 15                | 7                 | 28                | 49                | 9                 | 24                | 17                | 16                | 19                | 19                |                                                                     |
| 2011                           | TH1RT3EN - Data: 1 listopada 2011 - Wydawca: Roadrunner Records                                 | 25                | 42                | 13                | 28                | 23                | 18                | 23                | 8                 | 49                | 58                | 11                | 34                | 13                | 11                | 39                | 26                |                                                                     |
| 2013                           | Super Collider - Data: 4 czerwca 2013 - Wydawca: Tradecraft/Universal                           | 24                | 36                | 28                | 26                | 21                | 15                | 7                 | 4                 | 43                | 60                | 6                 | 22                | 28                | –                 | 28                | 29                |                                                                     |
| 2016                           | Dystopia - Data: 22 stycznia 2016 - Wydawca: Tradecraft/Universal                               | 10                | 25                | 6                 | 14                | 7                 | 19                | 13                | 3                 | 39                | 25                | 3                 | 11                | 6                 | 2                 | –                 | 8                 |                                                                     |
| 2022                           | The Sick, the Dying... and the Dead! - Data: 02 września 2022 - Wydawca: Tradecraft/Universal   | -                 | -                 | -                 | -                 | -                 | -                 | -                 | -                 | -                 | -                 | -                 | -                 | -                 | -                 | -                 | 2                 |                                                                     |
| "–" pozycja nie była notowana. |                                                                                                 |                   |                   |                   |                   |                   |                   |                   |                   |                   |                   |                   |                   |                   |                   |                   |                   |                                                                     |

## Albumy koncertowe
| 2002                           | Rude Awakening - Data: 19 marca 2002 - Wydawca: Sanctuary Records                               | –  | –  | –  | 93 | –  | 115 | 129 |                            |
| 2007                           | That One Night: Live in Buenos Aires - Data: 4 września 2007 - Wydawca: Image Records           | –  | –  | –  | –  | –  | –   | –   |                            |
| 2010                           | Rust in Peace Live - Data: 7 września 2010 - Wydawca: Shout! Factory                            | –  | –  | –  | –  | 96 | 161 | –   |                            |
| 2010                           | The Big Four: Live from Sofia, Bulgaria - Data: 15 października 2010 - Wydawca: Universal Music | 75 | 63 | 31 | –  | 73 | 1   | 1   | - RIAA: 2x platynowa płyta |
| "–" pozycja nie była notowana. |                                                                                                 |    |    |    |    |    |     |     |                            |

## Kompilacje
| 2000                           | Capitol Punishment: The Megadeth Years - Data: 24 października 2000 - Wydawca: Capitol Records | –  | 66 | 185 | 41 | 26 |
| 2002                           | Still Alive... And Well? - Data: 10 września 2002 - Wydawca: Sanctuary Records                 | –  | –  | –   | –  | –  |
| 2005                           | Greatest Hits: Back to the Start - Data: 28 czerwca 2005 - Wydawca: Capitol Records            | 21 | 65 | 47  | –  | –  |
| 2007                           | Warchest - Data: 9 października 2007 - Wydawca: EMI                                            | 36 | –  | –   | –  | –  |
| 2008                           | Anthology: Set the World Afire - Data: 30 września 2008 - Wydawca: Capitol Records             | –  | –  | –   | –  | –  |
| "–" pozycja nie była notowana. |                                                                                                |    |    |     |    |    |

## Minialbumy
| 1991                           | Maximum Megadeth - Data: 8 kwietnia 1991 - Wydawca: Capitol Records | –  | –  | –  |
| 1995                           | Hidden Treasures - Data: 18 lipca 1995 - Wydawca: Capitol Records   | 90 | 28 | 13 |
| "–" pozycja nie była notowana. |                                                                     |    |    |    |

## Wideografia
| 1991                           | Rusted Pieces - Data: 1991 - Wydawca: Capitol Records                                                                  | 3  | – | – | –  |                                                       |
| 1993                           | Exposure of a Dream - Data: 3 listopada 1993 - Wydawca: Capitol Records                                                | 25 | – | – | –  |                                                       |
| 1995                           | Evolver: The Making of Youthanasia - Data: 2 maja 1995 - Wydawca: Capitol Records                                      | 13 | – | – | –  |                                                       |
| 2001                           | Behind the Music - Data: 16 października 2001 - Wydawca: Sanctuary Records                                             | 23 | – | – | –  |                                                       |
| 2002                           | Rude Awakening - Data: 9 kwietnia 2002 - Wydawca: Sanctuary Records                                                    | 2  | – | 8 | –  | - RIAA: złota płyta - CRIA: złota płyta               |
| 2005                           | Video Hits - Data: 11 stycznia 2005 - Wydawca: Capitol Records                                                         | –  | – | – | –  |                                                       |
| 2006                           | Arsenal of Megadeth - Data: 21 marca 2006 - Wydawca: Capitol Records                                                   | 6  | 5 | 1 | –  | - RIAA: złota płyta - CRIA: platynowa płyta           |
| 2007                           | That One Night: Live in Buenos Aires - Data: 6 marca 2007 - Wydawca: Image Records                                     | 12 | 6 | 1 | 10 | - RIAA: złota płyta - CRIA: platynowa płyta           |
| 2010                           | Rust in Peace Live - Data: 15 października 2010 - Wydawca: Universal Music Records                                     | 2  | 3 | 4 | –  |                                                       |
| 2010                           | The Big Four: Live from Sofia, Bulgaria - Data: 29 października 2010 - Wydawca: Universal Music - Format: DVD, Blu-Ray | 1  |   |   |    | - RIAA: 2x platynowa płyta - ZPAV: 3x platynowa płyta |
| "–" pozycja nie była notowana. | |    |   |   |    |                                                       |

## Single
| Rok                            | Tytuł                                | Pozycja na liście | Pozycja na liście | Pozycja na liście | Pozycja na liście | Pozycja na liście | Pozycja na liście | Pozycja na liście | Album                                  |
| Rok                            | Tytuł                                | US                | US Main.          | AUS               | CAN               | IRL               | NZL               | UK                | Album                                  |
| ------------------------------ | ------------------------------------ | ----------------- | ----------------- | ----------------- | ----------------- | ----------------- | ----------------- | ----------------- | -------------------------------------- |
| 1986                           | "Wake Up Dead"                       | –                 | –                 | –                 | –                 | –                 | –                 | 65                | Peace Sells... But Who’s Buying?       |
| 1986                           | "Peace Sells"                        | –                 | –                 | –                 | –                 | –                 | –                 | –                 | Peace Sells... But Who’s Buying?       |
| 1988                           | "Mary Jane"                          | –                 | –                 | –                 | –                 | –                 | 46                | 46                | So Far, So Good... So What!            |
| 1988                           | "Anarchy in the U.K."                | –                 | –                 | –                 | –                 | –                 | 13                | 45                | So Far, So Good... So What!            |
| 1988                           | "In My Darkest Hour"                 | –                 | –                 | –                 | –                 | –                 | –                 | 26                | So Far, So Good... So What!            |
| 1990                           | "No More Mr. Nice Guy"               | –                 | –                 | 48                | –                 | 7                 | –                 | 13                | Shocker (ścieżka dźwiękowa)            |
| 1990                           | "Holy Wars... The Punishment Due"    | –                 | –                 | –                 | –                 | 12                | –                 | 24                | Rust in Peace                          |
| 1991                           | "Hangar 18"                          | –                 | –                 | –                 | –                 | 25                | –                 | 26                | Rust in Peace                          |
| 1992                           | "Foreclosure of a Dream"             | –                 | 30                | –                 | –                 | –                 | –                 | –                 | Countdown to Extinction                |
| 1992                           | "Symphony of Destruction"            | 71                | 29                | –                 | 91                | 14                | 15                | 15                | Countdown to Extinction                |
| 1993                           | "Skin o’ My Teeth"                   | –                 | –                 | –                 | –                 | 11                | –                 | 13                | Countdown to Extinction                |
| 1993                           | "Sweating Bullets"                   | –                 | 27                | –                 | –                 | 18                | –                 | 26                | Countdown to Extinction                |
| 1994                           | "Train of Consequences"              | –                 | 29                | –                 | –                 | –                 | –                 | 22                | Youthanasia                            |
| 1995                           | "À Tout le Monde"                    | –                 | 31                | –                 | –                 | –                 | –                 | –                 | Youthanasia                            |
| 1995                           | "Angry Again"                        | –                 | 18                | –                 | –                 | –                 | –                 | –                 | Hidden Treasures                       |
| 1995                           | "99 Ways to Die"                     | –                 | 23                | –                 | –                 | –                 | –                 | –                 | Hidden Treasures                       |
| 1997                           | "Trust"                              | –                 | 5                 | –                 | –                 | –                 | –                 | –                 | Cryptic Writings                       |
| 1997                           | "Almost Honest"                      | –                 | 8                 | –                 | –                 | –                 | –                 | –                 | Cryptic Writings                       |
| 1998                           | "Use the Man"                        | –                 | 15                | –                 | –                 | –                 | –                 | –                 | Cryptic Writings                       |
| 1998                           | "A Secret Place"                     | –                 | 19                | –                 | –                 | –                 | –                 | –                 | Cryptic Writings                       |
| 1999                           | "Crush ’Em"                          | –                 | 6                 | –                 | –                 | –                 | –                 | –                 | Risk                                   |
| 2000                           | "Breadline"                          | –                 | 6                 | –                 | –                 | –                 | –                 | –                 | Risk                                   |
| 2000                           | "Insomnia"                           | –                 | 26                | –                 | –                 | –                 | –                 | –                 | Risk                                   |
| 2000                           | "Kill the King"                      | –                 | 21                | –                 | –                 | –                 | –                 | –                 | Capitol Punishment: The Megadeth Years |
| 2001                           | "Moto Psycho"                        | –                 | 22                | –                 | –                 | –                 | –                 | –                 | The World Needs a Hero                 |
| 2001                           | "Dread and the Fugitive Mind"        | –                 | –                 | –                 | –                 | –                 | –                 | –                 | The World Needs a Hero                 |
| 2004                           | "Die Dead Enough"                    | –                 | 21                | –                 | –                 | –                 | –                 | –                 | The System Has Failed                  |
| 2005                           | "Of Mice and Men"                    | –                 | 39                | –                 | –                 | –                 | –                 | –                 | The System Has Failed                  |
| 2005                           | "The Scorpion"                       | –                 | –                 | –                 | –                 | –                 | –                 | –                 | The System Has Failed                  |
| 2006                           | "Gears of War"                       | –                 | –                 | –                 | –                 | –                 | –                 | –                 | United Abominations                    |
| 2007                           | "À Tout le Monde (Set Me Free)"      | –                 | –                 | –                 | –                 | –                 | –                 | –                 | United Abominations                    |
| 2007                           | "Washington Is Next!"                | –                 | –                 | –                 | –                 | –                 | –                 | –                 | United Abominations                    |
| 2007                           | "Never Walk Alone... A Call to Arms" | –                 | –                 | –                 | –                 | –                 | –                 | –                 | United Abominations                    |
| 2009                           | "Head Crusher"                       | –                 | –                 | –                 | –                 | –                 | –                 | –                 | Endgame                                |
| 2010                           | "The Right to Go Insane"             | –                 | 34                | –                 | –                 | –                 | –                 | –                 | Endgame                                |
| 2010                           | "44 Minutes"                         | –                 | –                 | –                 | –                 | –                 | –                 | –                 | Endgame                                |
| 2010                           | "Sudden Death"                       | –                 | –                 | –                 | –                 | –                 | –                 | –                 | Guitar Hero: Warriors of Rock          |
| "–" pozycja nie była notowana. |                                      |                   |                   |                   |                   |                   |                   |                   |                                        |